# Mine PMR-U
 (juin 2025).
PMR-U est une mine antipersonnel sur pieu d’origine yougoslave. Elle n’aurait apparemment pas fait l’objet d’une production de masse, mais aurait été fabriquée en petites quantités dans plusieurs sites de production différents.
La PMR-U possède un petit corps principal en plastique, marqué par une large couture centrale. À l’intérieur, elle contient une charge principale de 100 grammes (3,5 oz), autour de laquelle est coulé un mélange de plâtre (Plâtre de Paris) et de fragments d’acier, formant une doublure de fragmentation. La mine utilise différents types d’explosifs commerciaux, ce qui a pour effet de la rendre instable avec le temps.
La PMR-U est présente notamment en Bosnie-Herzégovine et en Croatie.

## Caractéristiques
- Hauteur : 100 mm (sans fusible ni piquet)
- Diamètre : 75 mm (3.0 in)
- Contenu explosif : 0,1 kg (0,22 lb) d'explosifs commerciaux
- Pression de fonctionnement : 2 à 5 kg (4,4 à 11,0 lb) de traction
- Fusée : UPM-1 ou UPMR-2A